# Éditeur de logiciels indépendant
Un éditeur de logiciels indépendant (ELI), également connu sous le nom d'éditeur de logiciels, est une organisation spécialisée dans la fabrication et la vente de logiciels, par opposition au matériel informatique, conçus pour des marchés de masse ou de niche.

## Description
Ils sont distincts des logiciels internes, qui sont développés par l'organisation qui les utilisera, ou des logiciels personnalisés, qui sont conçus ou adaptés pour un seul tiers spécifique. Bien que les logiciels fournis par les ELI soient consommés par les utilisateurs finaux, ils restent la propriété du fournisseur.
Les produits logiciels développés par les ELI servent une grande variété de besoins. Ils peuvent servir aux courtiers immobiliers, à la planification du personnel de santé, à la lecture de code-barres, à la maintenance des stocks, aux jeux de hasard, à la vente au détail, à l'exploration énergétique, à la gestion de flotte de véhicules ou comme logiciels de gestion de garde d'enfants.
Un ELI fabrique et vend des produits logiciels qui s'exécutent sur une ou plusieurs plates-formes de matériel informatique ou de système d'exploitation. Les entreprises qui fabriquent les plates-formes, telles que Microsoft, AWS, Cisco, IBM, Hewlett-Packard, Red Hat, Google, Oracle, VMware, Apple, SAP, Salesforce et ServiceNow encouragent et apportent leur soutien aux ELI, souvent avec un programme spécial de « partenaire commercial ». Ces programmes permettent au fournisseur de plate-forme et à l'ELI de tirer parti des forces communes et de les convertir en opportunités commerciales rentables.
Les éditeurs de logiciels indépendants sont devenus l'un des principaux groupes de l'industrie informatique, servant souvent de relais pour diffuser les nouvelles technologies et solutions.